# 올림픽 리히텐슈타인 선수단
올림픽 리히텐슈타인선수단은 리히텐슈타인을 대표하여 올림픽에 참가하는 선수단이다. 리히텐슈타인은 1936년 처음으로 올림픽에 참가했으며 그 이후로 대부분의 하계 올림픽과 동계 올림픽에 선수단을 파견해 왔다. 리히텐슈타인 올림픽 위원회는 1935년에 창설되었다.
리히텐슈타인은 인구 기준으로 세계에서 가장 작은 국가이고 올림픽 금메달을 획득한 면적으로는 버뮤다 다음으로 두 번째로 작은 국가이지만 주권 국가는 가장 작다. 산마리노는 메달을 획득한 가장 작은 국가이다. 리히텐슈타인 선수들은 알파인 스키에서 총 10개의 메달을 획득했다. 동계 올림픽에서는 메달을 획득했지만 하계 올림픽에서는 메달을 획득하지 못한 유일한 국가이다. 리히텐슈타인은 인구 3,600명당 거의 1개의 메달을 획득해, 1인당 메달이 가장 많은 국가이다.
국가 올림픽 위원회의 창립 멤버인 제이버 프릭(Xaver Frick)은 하계 올림픽과 동계 올림픽에 모두 참가한 유일한 리히텐슈타인 선수이다.

## 같이 보기
- 분류:리히텐슈타인의 올림픽 참가 선수